# Гірано Керк
Гірано Керк (нід. Gyrano Kerk, нар. 2 грудня 1995, Амстердам, Нідерланди) — нідерландський футболіст, вінгер російського клубу «Локомотив» (Москва). На умовах оренди грає за бельгійський «Антверпен».

## Ігрова кар'єра

### Клубна
Гірано Керк є вихованцем клубу «Утрехт». У вересні 2014 року він дебютував у першій команді у турнірі Ередивізі. Перед початком сезону 2015/16 Керк відправився в оренду у клуб Ерстедивізі «Гелмонд Спорт», де провів наступний сезон. Після закінчення терміну оренди футболіст повернувся до «Утрехта». У сезоні 2017/18 у складі команди він брав участь у матчах Ліги Європи.
! вересня 2021 року Гірано Керк перейшов до російського «Локомотива», з яким підписав контракт на чотири роки.

## Титули і досягнення
- Володар Кубка Бельгії (1):

«Антверпен»: 2022-23
- Чемпіон Бельгії (1):

«Антверпен»: 2022-23
- Володар Суперкубка Бельгії (1):

«Антверпен»: 2023